# کارل شارپلس
کارل بری شارپلس (به انگلیسی: Karl Barry Sharpless) (متولد ۲۸ آوریل ۱۹۴۱) شیمی‌دان آمریکایی و برنده جایزه نوبل است. او در سال ۲۰۰۱ به همراه ریوجی نویوری و ویلیام نولز «برای کار دربارهٔ واکنش‌های اکسیداسون فعال شده توسط کاتالیزهای کایرال» و درسال ۲۰۲۲ به همراه کارولین آر. برتوزی و مورتن ملدال «برای توسعه کلیک شیمی و شیمی بیواورتوگونال» موفق به دریافت جایزه نوبل شیمی شد. پس از فردریک سنگر، شارپلس دومین فردی است که موفق به دریافت دو جایزه نوبل شیمی شده‌است.

## زندگی‌نامه
شارپلس در فیلادلفیا، پنسیلوانیا به دنیا آمد. او در ۱۹۶۳ تحصیلات خود را در کالج دارتموث آغاز نمود و در سال ۱۹۶۸ دکترای خود را از دانشگاه استنفورد گرفت. پس از دریافت دکترای در دانشگاه استنفورد و دانشگاه هاروارد مشغول به کار شد او همچنین دارای مدرک افتخاری از دانشگاه فنی مونیخ است.

## تحقیقات
شارپلس واکنش‌های اکسیداسیون فضاگزین را توسعه داد و نشان داد که تشکیل یک مهارکننده با قدرت فمتومولار می‌تواند توسط آنزیم استیل کولین استراز کاتالیز شود که با یک آزید و یک آلکین شروع می‌شود. او چندین واکنش شیمیایی را کشف کرد که سنتز نامتقارن را از علمی تخیلی به معمولی تبدیل کرده‌است، از جمله این واکنش‌ها آمینوهیدروکسیلاسیون، دی‌هیدروکسیلاسیون، و اپوکسیداسیون نامتقارن شارپل هستند.
در سال ۲۰۰۱ او نصف سهم جایزه نوبل شیمی را به خاطر کارش در مورد واکنش‌های اکسیداسیون کاتالیز شده کایرال (اپوکسیداسیون شارپ، دی هیدروکسیلاسیون نامتقارن بدون شارپ، اکسی آمیناسیون بدون شارپ) دریافت کرد. نیمه دیگر جایزه سال بین ویلیام اس. نولز و ریوجی نویوری (برای کارشان در مورد هیدروژناسیون انتخابی استری) تقسیم شد.
اصطلاح «شیمی کلیک» توسط شارپلس در سال ۱۹۹۸ ابداع شد و اولین بار توسط شارپلس، هارتموث کلب و ام. جی به‌طور کامل توصیف شد. فین در مؤسسه تحقیقاتی اسکریپس در سال ۲۰۰۱. این شامل مجموعه‌ای از واکنش‌های بسیار انتخابی و گرمازا است که در شرایط ملایم رخ می‌دهند. موفق‌ترین مثال، سایکلودیشن هویزگن آلکین آزید برای تشکیل ۱٬۲٬۳-تریازول است.
تا سال ۲۰۲۲، شارپلس دارای شاخص اچ ۱۸۰ در گوگل اسکالر و ۱۲۴ در پایگاه اسکوپس است.

## زندگی شخصی
شارپلس در سال ۱۹۶۵ با یان دوسر ازدواج کرد و آنها صاحب سه فرزند شدند. او در یک حادثه آزمایشگاهی در سال ۱۹۷۰ که در آن یک لوله ان‌ام‌آر منفجر شد، کمی پس از ورود به ام‌آی‌تی به عنوان استادیار، از یک چشم نابینا شد. پس از این حادثه، شارپلس تأکید می‌کند: «به هیچ وجه بهانه کافی برای عدم استفاده از عینک ایمنی در آزمایشگاه وجود ندارد».